# Marco Baliani
Marco Baliani (né en 1950 à Verbania, dans la province du Verbano-Cusio-Ossola, au Piémont) est un acteur et auteur italien qui appartient au courant du théâtre-récit.

## Biographie
Proche de la gauche extra-parlementaire au début des années 1970, Marco Baliani a fondé en 1975 la compagnie Ruotalibera pour se consacrer au théâtre pour enfants. De cette expérience fondatrice naîtra en 1989 le premier exemple de théâtre-récit pour adultes, une adaptation de Michel Kolhaas d'Heinrich von Kleist.
Cet autodidacte donne alors un entretien capital, souvent reproduit ou cité, où il dit sa dette à la réflexion de Walter Benjamin sur l'art du conteur et donne certaines règles du théâtre-récit.
En 1998, il crée, d'abord pour la télévision, Corpo di stato (Corps d'état), sur l'enlèvement et le meurtre d'Aldo Moro, traduit en français par Olivier Favier. Partant de ses souvenirs personnels, il y montre comment, à un moment donné, chacun s'est retrouvé assigné à un rôle dont il ne pouvait plus sortir. Le corps encombrant de l'ancien président de la Démocratie chrétienne était devenu semblable à celui de Polynice. Publié en 2004, ce récit est accompagné d'un journal qui constitue une réflexion majeure sur l'actualité de la tragédie.
En 2004 il a publié un premier roman : Nel regno di Acilia.
Le texte français de Corps d'état est disponible dans le fonds de la Maison Antoine Vitez et dans le fonds du Troisième Bureau.
En 2010, Marco Baliani a publié chez Titivillus, Ho cavalcato in groppa a una sedia, rassemblant vingt années de notes et de réflexions sur l'art de raconter au théâtre.